# 杜生 (宋朝)
杜生（?—?），名字不详，县人称他为杜五郎，北宋颍昌府（今河南省许昌市）人。
他居所离县城三十里，有屋两间，与其子一同居住，前有空地一丈余，就是篱门，杜生三十年不出门。黎阳县尉孙轸去拜访他。杜生豁达洒脱，自称是村野之人没有才能，官人为何来见。孙轸问他不出门的原因，他笑道：“这是传说之误。”指着门外一棵桑树说：“想到十五年前，也曾在树下纳凉，怎么说不出门？只是于时世无用，无求于他人，自然不出门，何足看重呢。”问所以何为生，他说：“之前住在县城之南，有田弟五十亩，与我兄长同耕。等到兄长的儿子娶妻子，估计他的耕田不足以养活全家，于是都给了兄长，我带着妻儿至此处，蒙乡人借给房屋，于是定居。我替人选择吉日，又卖医药以挣钱生活，也有时不继。后来儿子能耕田，承蒙村里长者可怜，给三十亩田让他耕种，还有余力，又为别人佣耕，自此饭够吃了。乡人贫困，以医术为业的人很多。想到自己够吃，不应该再求其他收入，于是择日卖药，其他就不干了。”问常日干什么，他回答：“端坐而已。”“常读书吗？”回答：“二十年前，曾有人留下一册书，没有名目，其内容多说浮名经，当时极喜爱其议论，现在忘了，书也不知放到哪里了。”当时盛寒，布袍草鞋，室中空空，杜生气韵闲旷，言词精简，也是有道之士。问其子的为人，他说：“村童，性情淳厚，不妄言，不敢嬉玩。偶尔至县城买盐酪，可以计算他的行程以待其归，直来直去，未尝旁游一步。”孙轸叹息，留连很久才走。后至延安幕府，向沈括提起杜生。沈括当时正在整理军书，到了夜半，疲倦还没有就寝，他说孙轸谈及此事，顿时忘了疲劳。